# Klin (fizyka)

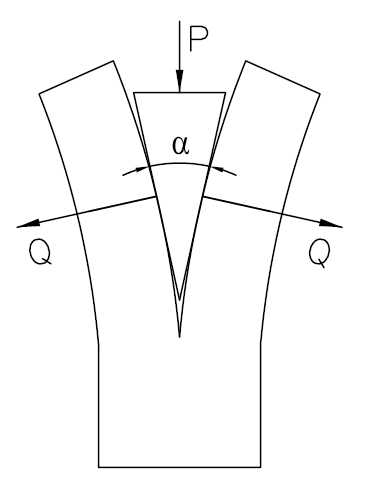
Rozkład sił na klinie

Klin – urządzenie, którego ściany boczne są zbieżne, czyli ustawione pod kątem, tworząc ostrze klinu. Jest to jedna z maszyn prostych.
Jeśli klin jest w przekroju trójkątem równoramiennym, to może posłużyć do rozpychania danego materiału, działając na niego siłami {\displaystyle Q}. Na trzecią ścianę – zwaną grzbietem klinu – działa siła poruszająca {\displaystyle P}, opisana wzorem:
{\displaystyle P=2Qsin{\frac {\alpha }{2}},}
gdzie {\displaystyle \alpha } to miara kąta między powierzchniami bocznymi.